# Loïc Pietri

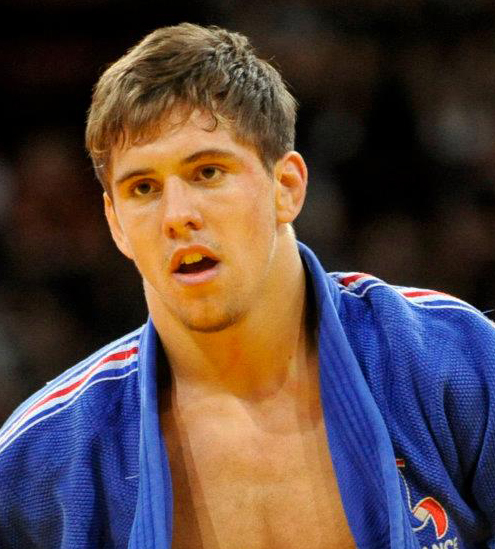
Loïc Pietri, 2013

Loïc Pietri (* 27. August 1990 in Nizza) ist ein französischer Judoka, der in der Gewichtsklasse bis 81 Kilogramm antritt.
Pietri war im April 2009 französischer Juniorenmeister und gewann im September die U20-Europameisterschaften in Eriwan. Einen Monat später siegte er in Paris bei den U20-Weltmeisterschaften. 2011 gewann er in der Erwachsenenklasse Mannschaftsbronze bei den Europameisterschaften und belegte bei den Weltmeisterschaften den fünften Platz in der Einzelwertung. Bei den Europameisterschaften 2013 gewann er die Bronzemedaille in der Einzelwertung und siegte mit der Mannschaft. Vier Monate später siegte er bei den Weltmeisterschaften in Rio de Janeiro, wobei er im Finale den Georgier Awtandil Tschrikischwili bezwang. Im April 2014 standen sich Pietri und Tschrikischwili im Finale der Europameisterschaften in Montpellier erneut gegenüber, diesmal siegte der Georgier. Mit der Mannschaft gewann Pietri in Montpellier Bronze. Bei den Weltmeisterschaften 2014 erhielt Pietri eine Bronzemedaille in der Einzelwertung.
2015 siegte bei den Europaspielen in Baku die französische Mannschaft im Finale gegen die Georgier. In der Einzelwertung erhielt Pietri die Bronzemedaille. Bei den Weltmeisterschaften in Astana erreichte Pietri das Einzel-Finale und unterlag dort dem Japaner Takanori Nagase. 2016 nahm Pietri an den Olympischen Spielen teil, schied dort aber in der ersten Runde aus.